# Cerophysa sumatrensis
Cerophysa sumatrensis là một loài bọ cánh cứng trong họ Chrysomelidae. Loài này được Jacoby miêu tả khoa học năm 1884.